# HMS Royal Sovereign (1701)
La HMS Royal Sovereign era una nave di prima classe da 100 cannoni della Royal Navy, costruita ai Woolwich Dockyard  e varata nel luglio 1701. Era stata costruita utilizzando alcuni dei legni recuperati dal precedente HMS Royal Sovereign, che era stato distrutto da un incendio nel 1697.
In base alle Disposizioni del 1719 la HMS Royal Sovereign fu ricostruita nel 1724 e nuovamente varata nel 1728.

## Storia
Fu la nave ammiraglia dell'ammiraglio George Rooke nella guerra di successione spagnola. In seguito fu la nave ammiraglia dell'ammiraglio Clowdisley Shovell. Nella Guerra dei Sette Anni fu l'ammiraglia del Commander-in-Chief, Portsmouth. L'ammiraglio Edward Boscawen ricevette la condanna a morte per l'ammiraglio John Byng nella cabina del capitano nel marzo 1757, e qui autorizzò il plotone di esecuzione sulla vicina HMS Monarch.
La Royal Sovereign costituì la base per stabilire le dimensioni delle navi da 100 cannoni nel 1719, essendo una nave generalmente ben considerata. Ma in pratica, solo la Royal Sovereign stessa fu interessata dalle Disposizioni del 1719, essendo l'unica nave di prima classe costruita o ricostruita appositamente i rispetto delle disposizioni nella sua forma originale, mentre la Royal William e la HMS Britannia erano state ricostruite alle stesse dimensioni in maniera approssimativa quando entrambe furono varate di nuovo nel 1719.
Sulla base delle Disposizioni del 1719, fu destinata alla ricostruzione a Chatham Dockyard il 18 febbraio 1724, venendo varata il 28 settembre 1728.
La Royal Sovereign ricostruita rimase in servizio fino a quando fu demolita nel 1768, concludendo la sua carriera con un totale di 67 anni di servizio nella Royal Navy.

## Curiosità
Nel videogioco del 2013 Assassin's Creed IV: Black Flag, la HMS Royal Sovereign, in coppia con la HMS Fearless, appare come una delle navi leggendarie che il protagonista Edward Kenway potrebbe incontrare come avversarie nel Mar dei Caraibi.
Un gigante ne I viaggi di Gulliver di Jonathan Swift è descritto con un bastone "alto quasi quanto l'albero maestro del Royal Sovereign".